# Bar de zi și alte povestiri
Bar de zi și alte povestiri este un film românesc din 2007 regizat de Corina Radu.